# Vierhuizen (Het Hogeland)
Vierhuizen (Gronings: Vaaierhoezen) is een dorp in de gemeente Het Hogeland in de Nederlandse provincie Groningen. Het dorp telde in 2023 volgens het CBS 370 inwoners.
Vierhuizen ligt pal aan de slaperdijk van de voormalige Lauwerszee en was tot 1927 een vissersdorp, net als het 2½ km zuidelijker gelegen Zoutkamp. De oudste vermelding van de naam Vierhuizen dateert uit 1525. De plaats heeft zijn naam te danken aan de vier stenen huizen die er toen stonden. Door de aanleg van de Kerkvoogdijpolder verloor het die betekenis. Deze polder sloot het "gat" dat bestond tussen de noordelijk gelegen Westpolder en de zuidelijke Panserpolder. Bij de stormvloed van 1877 brak de dijk van de Westpolder, waarbij 14 mensen verdronken.
De Panserpolder is overigens genoemd naar de gelijknamige borg die tot 1769 bij het dorp hoorde. Tegenwoordig is het de naam van een boerderij twee kilometer ten zuiden van het dorp.
Tussen het dorp en deze boerderij is nog een kerkpad aanwezig.
Aan de rand van het dorp staat de korenmolen De Onderneming uit 1858.
De kerk van Vierhuizen is van oorsprong een tufstenen kerk die stamt uit de middeleeuwen. In de loop der eeuwen heeft het gebouw veel te lijden gehad van weersinvloeden. De kerk heeft op 23 december 2006 tijdens een live-uitzending van de AVRO de finale gewonnen van de BankGiro Loterij Restauratie. De kijker kon telefonisch of per sms zijn/haar stem uitbrengen. Dankzij deze actie zijn in 2007 het dorpskerkje en het orgel voor een bedrag van 920.000 euro volledig opgeknapt.

## Sport en recreatie
Door deze plaats loopt de Europese wandelroute E9, ter plaatse ook Noordzeepad of Wad- en Wierdenpad geheten.

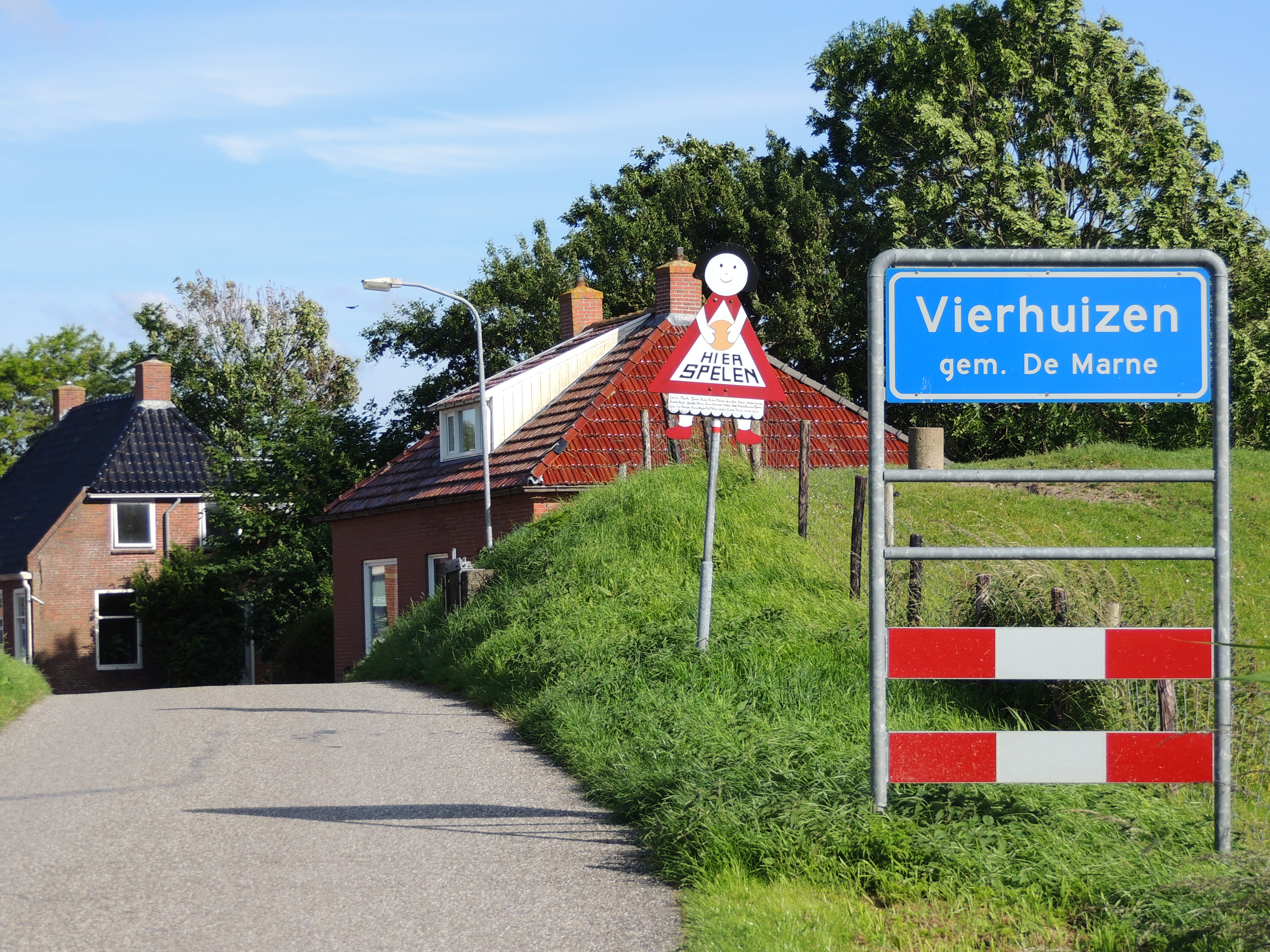
Vierhuizen
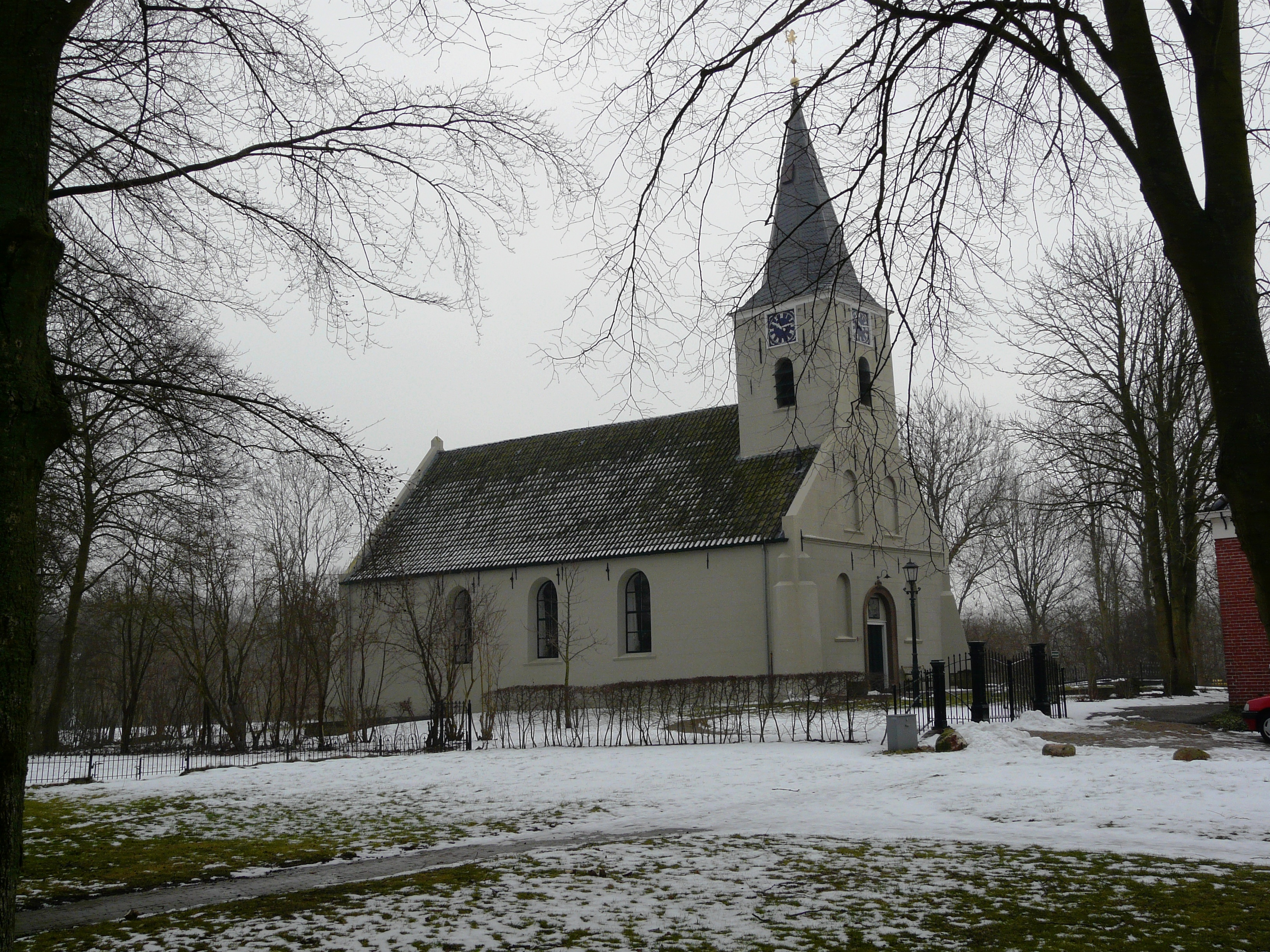
Hervormde kerk
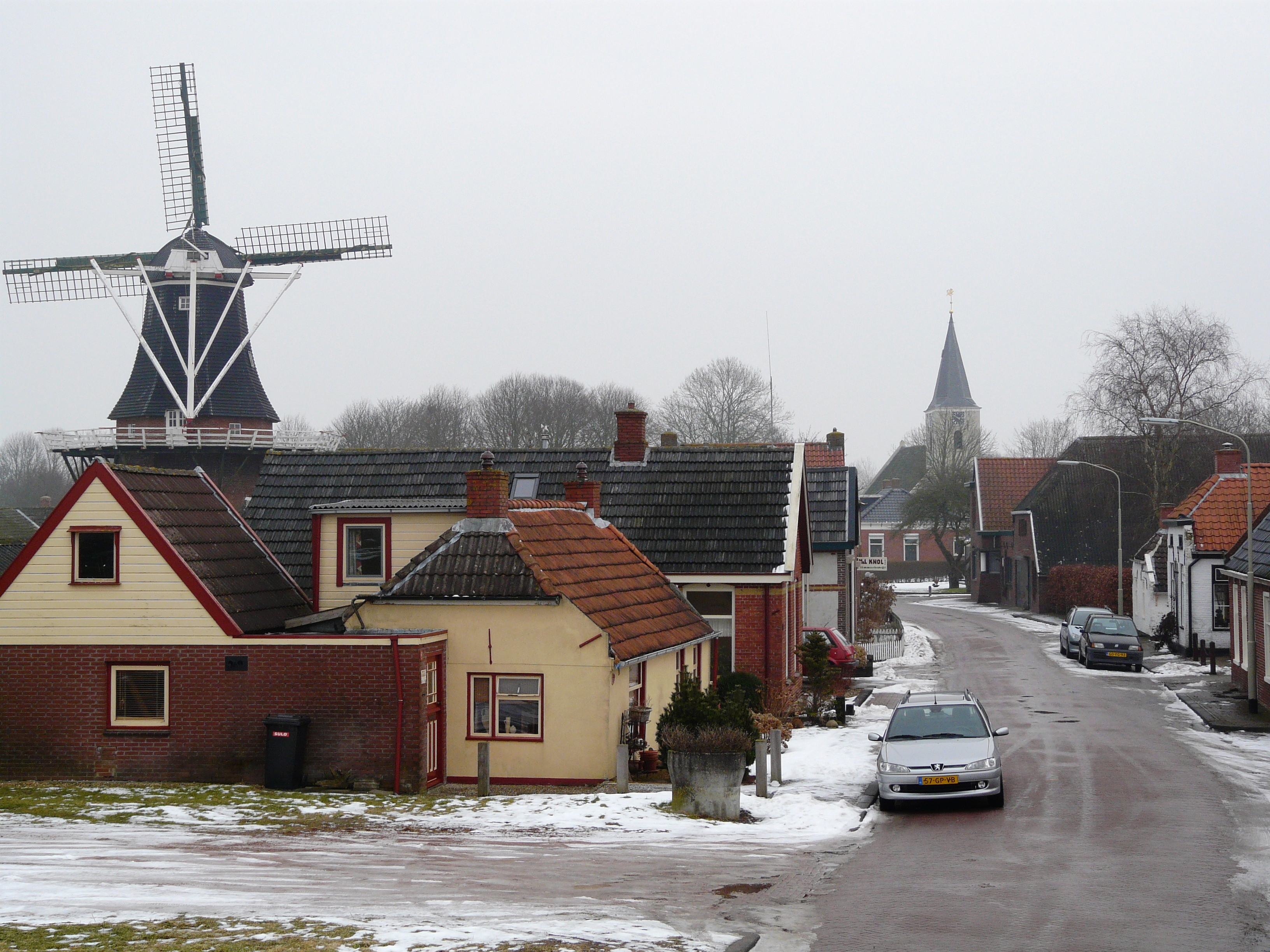
korenmolen De Onderneming uit 1858
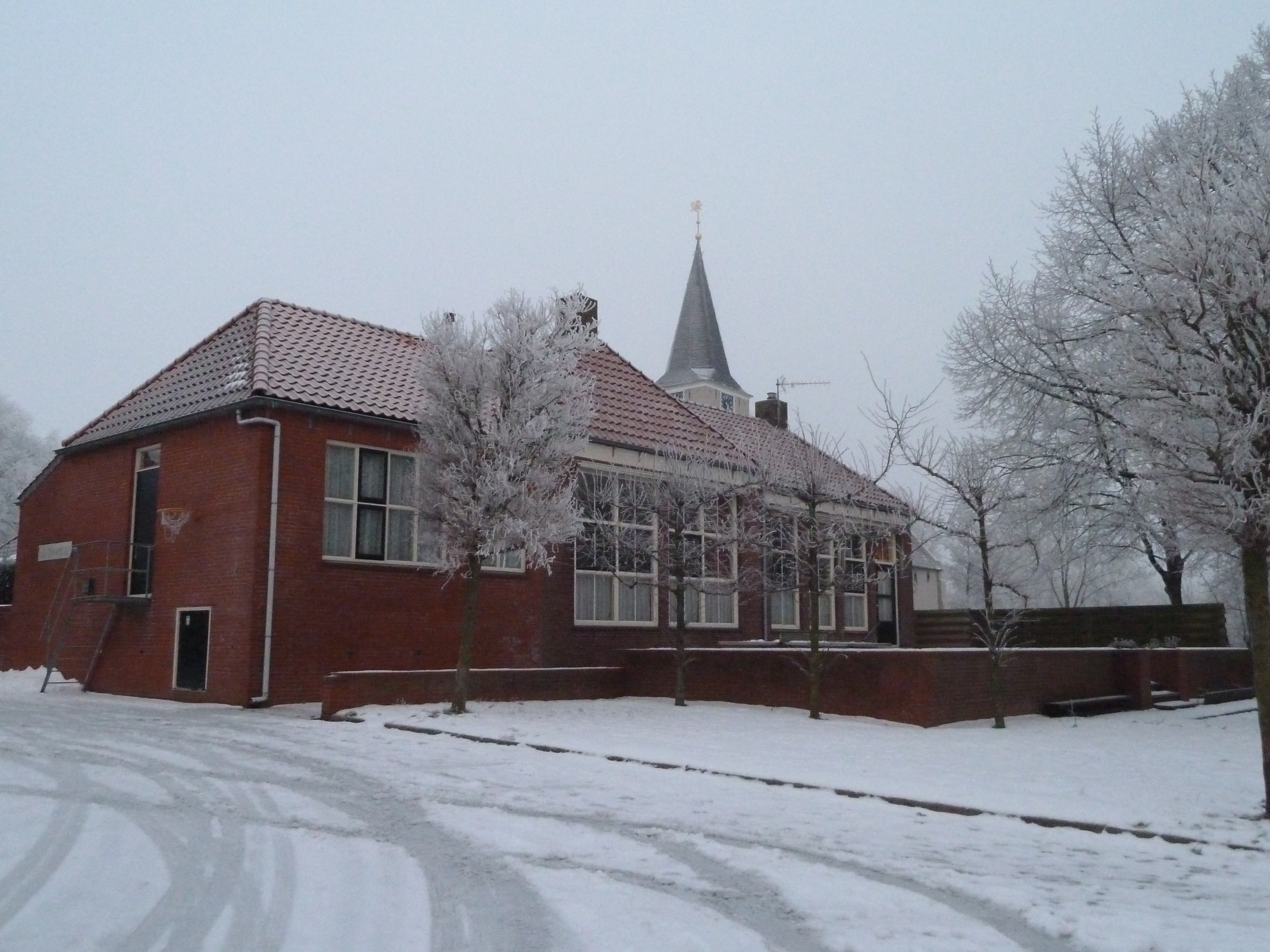
Dorpshuis in de voormalige school

## Geboren in Vierhuizen
- Oege Gerhardus de Boer (1922–2021), verzetsstrijder, burgemeester van Schiermonnikoog en Norg
- Stefan Louwes (1889–1953), topambtenaar en ontwikkelaar van het Nederlandse voedseldistributiesysteem in de Tweede Wereldoorlog